# Samnaun
Samnaun (toponimo tedesco; in romancio Samignun sɐmɐˈɲum; in italiano Samignone, desueto) è un comune svizzero di 767 abitanti del Canton Grigioni, nella regione Engiadina Bassa/Val Müstair.

## Geografia fisica
Samnaun è situato nella valle omonima, laterale dell'Engadina, sul lato destro dello Schergenbach. Dista 47 km da Landeck, 90 km da Davos, 103 km da Sankt Moritz e 139 km da Coira. Il punto più elevato del comune è la cima del Muttler (3 294 m s.l.m.), che segna il confine con Valsot.

## Storia
Già frazione di Ramosch, Samnaun divenne comune autonomo nel 1851.

## Monumenti e luoghi d'interesse
- Chiesa parrocchiale in località Compatsch[1].

## Società

### Evoluzione demografica
L'evoluzione demografica è riportata nella seguente tabella:
Abitanti censiti

### Lingue e dialetti
Per secoli Samnaun fu raggiungibile solo dal territorio austriaco: per questo motivo vi si parla il dialetto tirolese invece del dialetto alemanno, parlato nel resto della Svizzera tedesca; il nome del paese in tirolese è Tsalnaun tsɐlˈnau̯n o Salnaun sɐlˈnau̯n.

## Geografia antropica

### Frazioni
Il comune è diviso in frazioni, la principale delle quali è Samnaun-Dorf ("Samnaun paese"); le altre sono Compatsch, Laret, Plan (in romancio Plaun) e Ravaisch, in ordine di successione lungo la strada, Samnaun-Dorf è l'ultimo dei centri abitati risalendo la Valle Engadina.

## Economia
Al fine di arginare i fenomeni di contrabbando, nel 1892 a Samnaun fu costituita una zona extradoganale. Il comune continua a mantenere questo status, benché vi sia dal 1912 una strada che permette di raggiungerlo passando completamente per il territorio svizzero. La zona extradoganale istituita ha sviluppato una forma di turismo rivolto soprattutto a coloro che vi si recano per acquistare alcuni prodotti a prezzi più bassi; il carburante, per esempio, ha un costo minore rispetto alla vicina Austria. Lungo la strada principale di Samnaun si sono sviluppate attività commerciali tutte rivolte alla vendita di sigarette, liquori, prodotti di profumeria, orologi, coltellini svizzeri e cioccolato: si possono comprare merci entro un certo limite, ma è possibile rifornire le vetture di benzina anche con un pieno. Inoltre molti sono adibiti a ristoranti e alberghi. Nelle altre frazioni quasi tutte le case affittano camere o appartamenti, più che altro monolocali.

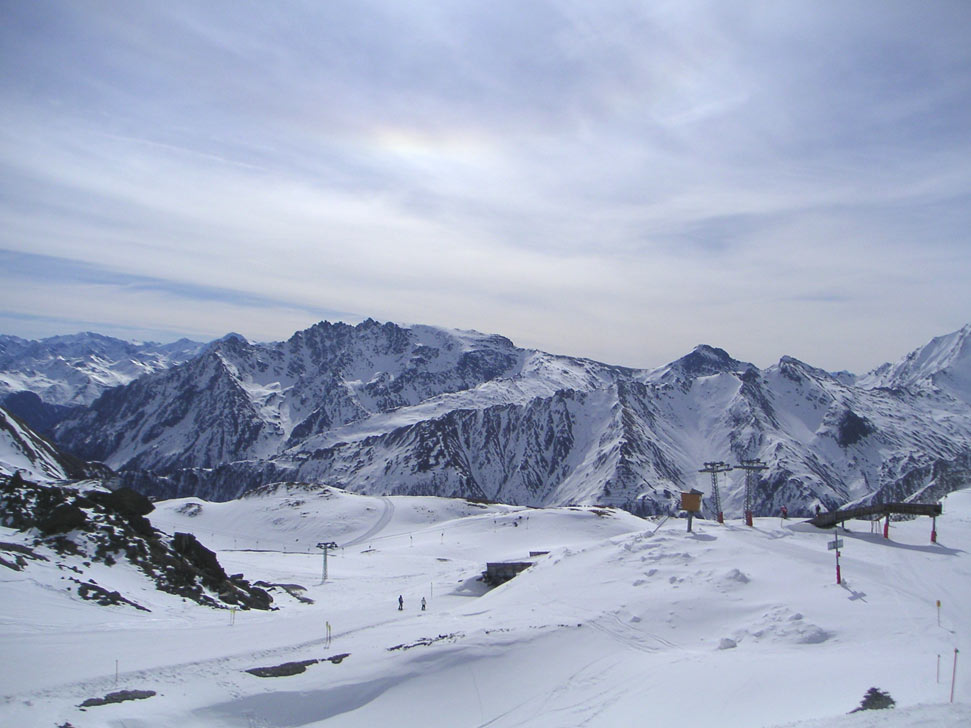
Piste da sci a Samnaun

Stazione sciistica sviluppatasi a partire dal 1978, Samnaun fa parte del comprensorio sciistico Silvretta-Arena assieme all'austriaca Ischgl. I monti di Samnaun sono raggiungibili tramite una prima funivia che porta i suoi passeggeri dai 1 800 m s.l.m. fino a 2 400 m s.l.m. Di qui, già punto di partenza per escursioni estive e sciatori invernali, altre seggiovie consentono di raggiungere altitudini anche sopra i 2 750 m s.l.m.
L'ente turistico locale ha disposto lungo i principali incroci apposite mappe del villaggio e delle montagne circostanti per meglio indicare luoghi di particolare interesse e come raggiungerli: un segnale stradale ripete i principali punti d'interesse posti sulle mappe, ad esempio la funicolare è indicata con una "G" sulla mappa e un cartello stradale con impressa una "G" è posto all'imbocco della strada che porta alla funicolare.

## Infrastrutture e trasporti
Le stazioni ferroviarie più vicine sono la stazione di Scuol-Tarasp della Ferrovia Retica (ferrovia dell'Engadina), distante 38 km, e la stazione di Landeck-Zams delle Ferrovie austriache (ferrovia dell'Arlberg), distante 48 km.